# Lista de freguesias do Alto Alentejo
Esta é uma lista de freguesias da subregião do Alto Alentejo, ordenadas alfabeticamente dentro de cada município e por população dos anos de 2011 e 2021, através dos censos.
A subregião do Alto Alentejo pertence ao Alentejo, que registou, através dos censos de 2021, uma população de 104.989 habitantes, dividido entre 15 municípios e em 69 freguesias.

## Freguesias por município
O Alto Alentejo é uma subregião dividido entre 15 municípios, sendo os municípios de Elvas, Nisa e Portalegre com o maior número de fregesias da subregião, tendo todas 7 freguesias, e os munícipos de Arronches, Campo Maior e Fronteira com o menor número de fregesias da subregião, tendo todas 3 freguesias.
| Município       | Número de Freguesias |
| --------------- | -------------------- |
| Alter do Chão   | 4                    |
| Arronches       | 3                    |
| Avis            | 6                    |
| Campo Maior     | 3                    |
| Castelo de Vide | 4                    |
| Crato           | 4                    |
| Elvas           | 7                    |
| Fronteira       | 3                    |
| Gavião          | 4                    |
| Marvão          | 4                    |
| Monforte        | 4                    |
| Nisa            | 7                    |
| Ponte de Sor    | 5                    |
| Portalegre      | 7                    |
| Sousel          | 4                    |
| Alto Alentejo   | 69                   |

## Lista de freguesias
Esta é uma lista de todas as 69 freguesias da subregião do Alto Alentejo.
| Freguesia                                          | Município       | População | População |
| Freguesia                                          | Município       | 2011      | 2021      |
| -------------------------------------------------- | --------------- | --------- | --------- |
| Alter do Chão                                      | Alter do Chão   | 2.373     | 2.021     |
| Chancelaria                                        | Alter do Chão   | 448       |           |
| Cunheira                                           | Alter do Chão   | 389       |           |
| Seda                                               | Alter do Chão   | 352       |           |
| Assunção                                           | Arronches       | 1.970     |           |
| Esperança                                          | Arronches       | 739       |           |
| Mosteiros                                          | Arronches       | 456       |           |
| Alcórrego e Maranhão                               | Avis            | 464       |           |
| Aldeia Velha                                       | Avis            | 280       |           |
| Avis                                               | Avis            | 1.840     |           |
| Benavila e Valongo                                 | Avis            | 1.118     |           |
| Ervedal                                            | Avis            | 560       |           |
| Figueira e Barros                                  | Avis            | 309       |           |
| Nossa Senhora da Expectação                        | Campo Maior     |           |           |
| Nossa Senhora da Graça dos Degolados               | Campo Maior     |           |           |
| São João Baptista                                  | Campo Maior     |           |           |
| Nossa Senhora da Graça de Póvoa e Meadas           | Castelo de Vide |           |           |
| Santa Maria da Devesa                              | Castelo de Vide |           |           |
| Santiago Maior                                     | Castelo de Vide |           |           |
| São João Baptista                                  | Castelo de Vide |           |           |
| Aldeia da Mata                                     | Crato           |           |           |
| Crato e Mártires, Flor da Rosa e Vale do Peso      | Crato           |           |           |
| Gáfete                                             | Crato           |           |           |
| Monte da Pedra                                     | Crato           |           |           |
| Assunção, Ajuda, Salvador e Santo Ildefonso        | Elvas           |           |           |
| Caia, São Pedro e Alcáçova                         | Elvas           |           |           |
| Santa Eulália                                      | Elvas           |           |           |
| São Brás e São Lourenço                            | Elvas           |           |           |
| São Vicente e Ventosa                              | Elvas           |           |           |
| Barbacena e Vila Fernando                          | Elvas           |           |           |
| Terrugem e Vila Boim                               | Elvas           |           |           |
| Cabeço de Vide                                     | Fronteira       |           |           |
| Fronteira                                          | Fronteira       |           |           |
| São Saturnino                                      | Fronteira       |           |           |
| Belver                                             | Gavião          |           |           |
| Comenda                                            | Gavião          |           |           |
| Gavião e Atalaia                                   | Gavião          |           |           |
| Margem                                             | Gavião          |           |           |
| Beirã                                              | Marvão          |           |           |
| Santa Maria de Marvão                              | Marvão          |           |           |
| Santo António das Areias                           | Marvão          |           |           |
| São Salvador da Aramenha                           | Marvão          |           |           |
| Assumar                                            | Monforte        |           |           |
| Monforte                                           | Monforte        |           |           |
| Santo Aleixo                                       | Monforte        |           |           |
| Vaiamonte                                          | Monforte        |           |           |
| Alpalhão                                           | Nisa            |           |           |
| Arez e Amieira do Tejo                             | Nisa            |           |           |
| Espírito Santo, Nossa Senhora da Graça e São Simão | Nisa            |           |           |
| Montalvão                                          | Nisa            |           |           |
| Santana                                            | Nisa            |           |           |
| São Matias                                         | Nisa            |           |           |
| Tolosa                                             | Nisa            |           |           |
| Foros de Arrão                                     | Ponte de Sor    |           |           |
| Galveias                                           | Ponte de Sor    |           |           |
| Longomel                                           | Ponte de Sor    |           |           |
| Montargil                                          | Ponte de Sor    |           |           |
| Ponte de Sor, Tramaga e Vale de Açor               | Ponte de Sor    |           |           |
| Alagoa                                             | Portalegre      |           |           |
| Alegrete                                           | Portalegre      |           |           |
| Fortios                                            | Portalegre      |           |           |
| Reguengo e São Julião                              | Portalegre      |           |           |
| Ribeira de Nisa e Carreiras                        | Portalegre      |           |           |
| Sé e São Lourenço                                  | Portalegre      |           |           |
| Urra                                               | Portalegre      |           |           |
| Cano                                               | Sousel          |           |           |
| Casa Branca                                        | Sousel          |           |           |
| Santo Amaro                                        | Sousel          |           |           |
| Sousel                                             | Sousel          |           |           |

1. ↑  INE (2021). «População do Alto Alentejo»
2. ↑  Diário da República, Reorganização administrativa do território das freguesias, Lei n.º 11-A/2013, de 28 de janeiro, Anexo I. Acedido a 19 de julho de 2013.
3. ↑  Diário da República, Reorganização administrativa do território das freguesias, Lei n.º 11-A/2013, de 28 de janeiro, Anexo I. Acedido a 19 de julho de 2013.
4. ↑  Diário da República, Reorganização administrativa do território das freguesias, Lei n.º 11-A/2013, de 28 de janeiro, Anexo I. Acedido a 19 de julho de 2013.